# 尼古拉·斯蒂皮奇
尼古拉·斯蒂皮奇（羅馬化：Nikola Stipić，1937年12月18日—），塞尔维亚男子足球运动员，场上位置是中场。他曾代表南斯拉夫国家队参加1962年国际足联世界杯，结果队伍获得第四名。